# Filipp Fortunatov
Filipp Fjodorovitj Fortunatov (ryska: Филипп Фёдорович Фортунатов), född 14 januari (gamla stilen: 2 januari) 1848 i Vologda, död 3 oktober (gamla stilen: 20 september) 1914 vid Petrozavodsk, var en rysk språkforskare.
Fortunatov blev 1875 docent vid Moskvauniversitetet och 1898 ledamot av ryska vetenskapsakademien. Förutom en mängd studier rörande de indoeuropeiska, särskilt slaviska språkens fonetik och morfologi, hade han epokgörande betydelse i den europeiska filologin genom sina grundliga undersökningar av det litauiska språket och dess ställning till de slaviska i till exempel Zur vergleichenden Betonungslehre der lituslavischen Sprachen (i "Archiv für slavische Philologie" band IV). Under hans ledning utgav vetenskapsakademien i Sankt Petersburg 1897 första delen av Antanas Juškas litauiska ordbok.